# Закон України «Про місцеві вибори»
Закон України «Про місцеві вибори» — Закон України, прийнятий 14 липня 2015 року на заміну Закону «Про вибори депутатів Верховної Ради Автономної Республіки Крим, місцевих рад та сільських, селищних, міських голів» (2010).
Закон визначає основні засади, організацію і порядок проведення виборів депутатів Верховної Ради Автономної Республіки Крим, обласних, районних, міських, районних у містах, сільських, селищних рад, сільських, селищних, міських голів та старост.
Згідно з пояснювальною запискою, Закон має на меті забезпечення проведення місцевих виборів згідно з вимогами Конституції України та з урахуванням особливостей реформи децентралізації місцевого самоврядування.
Закон прийнятий у нестабільній політичній обстановці, пов'язаній з військовим конфліктом, необхідністю виконання Мінських домовленостей та широким застосуванням брудних технологій на попередніх виборах.
Експерти звернули увагу, що підписаний Президентом Закон не цілком відповідає тексту, прийнятому парламентом у другому читанні.
Закон утратив чинність з 1 січня 2020 р. у зв'язку з прийняттям Виборчого кодексу України крім положень щодо організації та проведення повторних, проміжних, додаткових виборів і заміщення депутатів, обраних у багатомандатному виборчому окрузі, повноваження яких достроково припинені, що діють до наступних чергових або позачергових виборів депутатів місцевих рад, на підставі Кодексу.

## Новації
Серед новацій Закону:
- У селах і селищах з населенням до 90 тис. вибори відбуватимуться за мажоритарною системою.
- Вибори до райрад, міськрад та облрад будуть проходити за пропорційною системою.
- Мерів міст з населенням більше 90 тис. обиратимуть абсолютною більшістю (50 %+1 голос). Передбачена можливість проведення повторного голосування.
- Блоки партій у виборах участі не беруть.
- Якщо партія набрала 5 % голосів, кількість кандидатів від неї які пройшли, визначається відповідно до кількості голосів, поданих безпосередньо за депутата в окремому окрузі.
- Дата реєстрації партії для участі у виборах не має значення.
- Обов'язковість присутності у списку партії не менше 30 % представників однієї статі[5].

Крім того, Закон уперше передбачив обрання ста́рост — нових посадових осіб місцевого самоврядування в об'єднаних територіальних громадах.
Згідно з Законом, чергові вибори відбудуться 25 жовтня 2015 року, за винятком окупованих територій Донбасу й АР Крим — у зв'язку із агресією Росії (п. 4 розділу XV).

## Структура
Закон містить 101 статтю у 15-ти розділах:
- Розділ I. Загальні положення
- Розділ II. Види місцевих виборів, порядок і строки їх проведення
- Розділ III. Виборчі округи та виборчі дільниці
- Розділ IV. Виборчі комісії
- Розділ V. Списки виборців
- Розділ VI. Висування кандидатів у депутати, кандидатів на посаду сільського, селищного, міського голови, старости
- Розділ VII. Інформаційне забезпечення виборів
- Розділ VIII. Передвиборна агітація
- Розділ IX. Гарантії діяльності суб'єктів виборчого процесу, офіційних спостерігачів
- Розділ X. Фінансове та матеріально-технічне забезпечення підготовки та проведення виборів
- Розділ XI. Голосування та встановлення результатів місцевих виборів
- Розділ XII. Заміщення депутатів, позачергові, повторні, проміжні та перші вибори
- Розділ XIII. Оскарження рішень, дій чи бездіяльності, що стосуються місцевих виборів. Відповідальність за порушення законодавства про місцеві вибори
- Розділ XIV. Зберігання виборчої документації
- Розділ XV. Прикінцеві та перехідні положення.